# Big Fun (album, Miles Davis)
Big Fun je studiové dvojalbum Milese Davise, vydané v dubnu 1974 pod značkou Columbia Records. Obsahuje nahrávky z let 1969, 1970 a 1971. Album vyšlo v rozšířené reedici u vydavatelství Columbia/Legacy Records v srpnu 2000.

## Seznam skladeb

### DvojLP 1974
Strana 1
1. „Great Expectations/Orange Lady“ (Davis, Zawinul) – 27:23 (13:34/13:49)

Strana 2
1. „Ife“ (Davis) – 21:34

Strana 3
1. „Go Ahead John“ (Davis) – 28:27

Strana 4
1. „Lonely Fire“ (Davis) – 21:21

### DvojCD 2000
Disk 1
1. „Great Expectations/Orange Lady“ (Davis, Zawinul) – 27:23
2. „Ife“ (Davis) – 21:34
3. „Recollections“ (Zawinul) – 18:55
4. „Trevere“ (Davis) – 5:55

Disk 2
1. „Go Ahead John“ (Davis) – 28:27
2. „Lonely Fire“ (Davis) – 21:21
3. „The Little Blue Frog“ (Davis) – 9:10
4. „Yaphet“ (Davis) – 9:39

## Obsazení
- Miles Davis – trubka, elektrická trubka s kvákadlem
- John McLaughlin – elektrická kytara
- Herbie Hancock – elektrické piano
- Wayne Shorter – sopránsaxofon, tenorsaxofon
- Joe Zawinul – elektrické piano, varhany Farfisa
- Dave Holland – baskytara, kontrabas
- Larry Young – varhany, celesta
- Chick Corea – elektrické piano
- Ron Carter – kontrabas
- Billy Cobham – bicí, triangl
- Harvey Brooks – baskytara
- Airto Moreira – perkuse, cuíca, berimbau
- Sonny Fortune – sopránsaxofon, flétna
- Carlos Garnett – sopránsaxofon
- Khalil Balakrishna – elektrický sitár
- Bihari Sharima – tabla, tampura
- Steve Grossman – sopránsaxofon
- Bennie Maupin – klarinet, basklarinet, flétna
- Lonnie Liston Smith – piáno
- Harold I. Williams, Jr. – piáno
- Michael Henderson – kontrabas
- Al Foster – bicí
- Billy Hart – bicí
- Badal Roy – tabla
- James Mtume – africké bubny
- Jack DeJohnette – bicí